# Isaias Afwerki
Isaias Afwerki ou Issayas Afewerki  (en tigrigna : ኢሳይያስ ኣፈወርቂ, /isajas afwɐrkʼi/), né le 2 février 1946 à Asmara (Érythrée italienne sous administration britannique), est un homme d'État érythréen, président de l'État depuis son indépendance en 1993.
Après avoir participé dans les rangs du FPLE à la lutte vers l'indépendance de l'Érythrée vis-à-vis de l’Éthiopie, il accède aux plus hautes responsabilités et exerce sur l'appareil d’État un pouvoir absolu qui constitue une dictature selon divers organismes internationaux.
Seul président de l'histoire de son pays, il est actuellement le douzième plus ancien dirigeant en place dans le monde. Par ailleurs, il est le quatrième plus ancien à avoir le titre de président de la République.

## Avant la présidence
Isaias Afwerki est né le 2 février 1946 à Asmara, en Érythrée italienne alors placée sous administration britannique depuis 1941. 
Issu d'une famille tigréenne, il est le fils d'Ato Afwerki et de Woizero Adanesh. Son père, Afwerki, originaire du village de Tselot, dans les environs d'Asmara, était fonctionnaire de rang inférieur et travaillait dans une entreprise publique spécialisée dans l'industrie du tabac.
Il commence ses études d'ingénieur à Addis-Abeba, la capitale éthiopienne en 1965 et les arrête en 1966. Il fréquente les cercles indépendantistes érythréens et participe au Front de libération de l'Érythrée (FLE) qui mène la lutte pour l'indépendance de l'ancienne colonie italienne, fédérée à l'Éthiopie par l'ONU en 1952 et annexée en 1962. En 1970, il rejoint le nouveau Front populaire de libération de l'Érythrée (FPLE, à dominante chrétienne) qui s'affronte au FLE (plutôt musulman). On parle pour cette période de « double guerre civile ». Les deux partis se réclament du marxisme, et Afwerki est fortement influencé par les maoïstes chinois.
Isaias Afwerki est le secrétaire général du FPLE depuis 1987. Sa langue maternelle est le tigrigna mais il parle couramment l'anglais et a des notions importantes d'arabe et d'amharique.

## Présidence

### Prise de fonction
L'indépendance de l'Érythrée est proclamée le 27 avril 1993 à la suite du référendum organisé deux jours plus tôt. Le 24 mai, jour de l'indépendance effective, Isaias Afwerki est élu président de l'Assemblée nationale et le même jour, il est désigné président de l'État par les membres de la même assemblée. En février 1994, le FPLE est renommé Front populaire pour la démocratie et la justice (FPDJ) lors de son troisième congrès et Afwerki reste le secrétaire général du parti unique du nouvel État.

### Dictature
Dès le début de son mandat, Isaias Afwerki instaure un régime avec parti unique, sans élections, une économie centralisée avec rôle prépondérant de l'État et une forte restriction de la liberté de la presse. 
Après la deuxième guerre contre l’Éthiopie (de 1998 à 2000), le président Afwerki fait basculer son pays dans la dictature, jusqu'à le faire considérer  comme « la Corée du Nord de l'Afrique ». Le conflit fera plus de 100 000 victimes (pour seulement 5 millions d'habitants). 
Afwerki lance, au nom de la « guerre patriotique », une politique de conscription parmi les plus dures au monde : tout homme valide est appelé sous les drapeaux de manière permanente entre 16 et 40 ans (soit 25 ans de service militaire). Il provoque ainsi l'exode massif de plus de 400 000 jeunes, fuyant cet esclavagisme guerrier. 
Même au sein du FPDJ, des voix s'élèvent en 2001 pour demander au président Afwerki l'application de la Constitution approuvée en mai 1997 ainsi qu'une ouverture politique et sociale. Isaias Afwerki réagit en emprisonnant les contestataires dont son vice-président  Mahmud Ahmed Sherifo (Sherifo serait mort en détention le 6 juin 2003,,) ainsi que des  journalistes qui s'étaient fait l'écho de ces critiques dont Dawit Isaak, (rédacteur en chef du journal Sétit) qui, 20 ans plus tard, est toujours emprisonné dans des conditions particulièrement dures, sans n'avoir jamais eu ni procès, ni avocat, ni droit de visite, devenant le journaliste et prisonnier de conscience ayant passé le plus de temps en prison.
Dans un rapport publié en 2013, Amnesty International décompte plus de 10 000 prisonniers politiques, arrêtés arbitrairement et détenus sans jugement dans des conditions « atroces ». Le gouvernement en place est accusé d'« autoritarisme ».
Le qualificatif de « dictature » est confirmé à l'égard du régime d'Afwerki par un rapport du Haut-Commissariat des Nations unies aux droits de l'homme en juin 2015 qui fait état de violations systématiques des droits humains les plus fondamentaux, commises sous sa responsabilité. On rapporte notamment des pratiques de crucifiement comme méthode de torture des prisonniers. 
En 2016, une commission d'enquête de l'ONU sur les droits de l'homme en Érythrée fait même état de « crimes contre l'humanité [commis] dans le cadre d'une campagne systématique et à grande échelle contre la population civile depuis 1991 ». La réaction érythréenne à ces conclusions est de les rejeter en bloc et d'accuser les États-Unis de contrefaire la vérité pour nuire au régime en place.

### Politique économique
Parallèlement à cela, il indique en 1997 vouloir privatiser 37 sociétés (modifiant une précédente déclaration, laquelle portait sur 23 entreprises). Selon le ministre de l'Industrie et du Commerce d'alors, Oke Abraha, les subsides gouvernementaux seront dès lors supprimés car ces entreprises font des bénéfices. Parmi les sociétés concernées figurent : les salines de Massawa et d'Assab, les institutions financières comme la Banque commerciale d’Érythrée et la Compagnie nationale d'assurance. Le gouvernement ouvrit également des concessions minières dans la région d'Asmara (les sociétés canadiennes : Rift Resources Ltd. et Golden Star Resource's, ghanéenne : Ashanti Goldfields, américaine : Phelphs Dodge Exploration, australienne : WMC Overseas Pty et l'Australo-Française LaSource Development SA font partie des acquéreurs).

### Politique étrangère

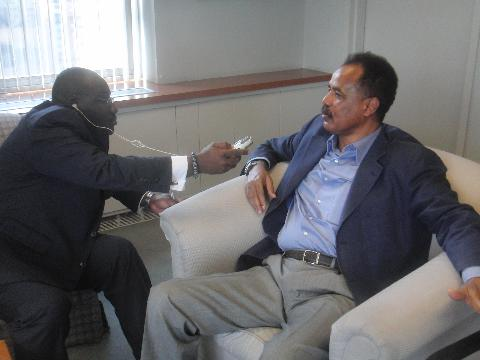
Interview d'Isaias Afewerki par VOA en 2011.

Lors de son accession à la présidence, Afwerki est tout d'abord vu comme un président moderne et ouvert, apprécié notamment par Bill Clinton. 
En décembre 1996, il effectue une tournée en Italie, au Royaume-Uni et aux États-Unis, accompagné du chef de l'agence de privatisation Tewolde Woldemichael. L'objectif de ces visites était notamment d'attirer suffisamment d'investissements pour ne plus dépendre des aides étrangères. Aux États-Unis, il rencontre les membres du Corporate Council on Africa.
Le 9 juillet 2018, le président érythréen Isaias Afwerki et le Premier ministre éthiopien Abiy Ahmed déclarent la fin de l'état de guerre entre leurs deux pays et la normalisation de leurs relations. Le rapprochement diplomatique se produit alors à grande vitesse. Le 16 juillet, le président érythréen Afwerki se rend dans la capitale éthiopienne Addis-Abeba pour une visite diplomatique, et y annonce la réouverture de l'ambassade d’Éthiopie en Érythrée. Le 19 juillet, Ahmed nomme le premier ambassadeur éthiopien en Érythrée depuis vingt ans, Redwan Hussein. Le 11 septembre 2018, à l'occasion du Nouvel An éthiopien, au cours d'une cérémonie officielle le Premier ministre éthiopien Abiy Ahmed et le président érythréen Issaias Afeworki rouvrent la frontière entre l’Érythrée et l’Éthiopie qui était fermée depuis 1998, au niveau deux postes-frontières :  entre les villes de Bure, en Éthiopie, et Debay Sima, en Érythrée, et au nord-ouest entre Zalambessa (Éthiopie) et Serha (Érythrée). Un accord de paix est signé à Djeddah le 16 septembre.
En juillet 2023, Afwerki a assisté au sommet Russie-Afrique à Saint-Pétersbourg et a rencontré le président russe Vladimir Poutine. Lors de sa rencontre avec Poutine, Afwerki a ouvertement nié l’existence d’une guerre entre la Russie et l'Ukraine.

## Vie privée
Isaias Afwerki est marié à Saba Haile. Ils ont trois enfants : Abraham, Berhane et Elsa.